# شريف خير الله
شريف خير الله (23 فبراير 1963) ممثل مصري.

## عن حياته
تخرج من كلية التجارة ثم درس وتخرج بعدها في المعهد العالي للفنون المسرحية بسبب حبه للفن, كانت بدايته الفنية حوالى عام 1989 وشارك في العديد من الأعمال الفنية والتي كانت معظمها من المسلسلات المصرية، تنوعت أدواره فقدم أدوار الشر في العديد من أعماله وقدم أدواراً تاريخية في أعمال آخرى مثل دوره كـ(مكرم عبيد) و (الشيخ زكريا أحمد)، وهو منفصل عن زوجته بعد زواج دام حوالى عشر سنوات وله من زواجه ابن وهو (خالد شريف خير الله).

## من أعماله

### المسلسلات[1]
- ورا كل باب ج 2
- الدخول في الممنوع
- أهل الهوى
- النار والطين
- الخفافيش
- الرجل الاخر
- مشرفة .. رجل من هذا الزمان
- وعادت القلوب

- الفدان الاخير
- أم العروسة
- ريا وسكينة

### السينما
- كلاشنكوف
- حاحا وتفاحة
- وحياة قلبى وأفراحه
- فخ الجواسيس

### سهرات تلفزيونية
- نص عمر

## روابط خارجية
- شريف خير الله على موقع الدهليز
- شريف خير الله على موقع قاعدة بيانات الأفلام العربية